# Шишано
Шишано (італ. Scisciano) — муніципалітет в Італії, у регіоні Кампанія,  метрополійне місто Неаполь.
Шишано розташоване на відстані близько 200 км на південний схід від Рима, 22 км на північний схід від Неаполя.
Населення — 5899 осіб (2014).
Щорічний фестиваль відбувається 30 жовтня. Покровитель — San Germano .

## Демографія
Населення за роками:

Станом на 1 січня 2023 року в муніципалітеті офіційно проживали 184 іноземці з 24 країн, серед них 36 громадян країн Євросоюзу та 54 громадяни України.

## Сусідні муніципалітети
- Марильяно
- Нола
- Сан-Віталіано
- Сав'яно
- Сомма-Везув'яна